# Факултет по журналистика и масова комуникация
Факултетът по журналистика и масова комуникация (известен и с абревиатурата ФЖМК) е един от 16-те факултета на Софийския университет, като се помещава в първата университетска сграда в България – сградата на някогашната Първа софийска мъжка гимназия на улица „Московска“ № 49.

## История
Специалността „Журналистика“ за първи път е открита в България през 1952 г. във Филологическия факултет на Софийския университет.
Между 1964 и 1968 г. нови студенти в специалност „Журналистика“ не се приемат, но започналите курсове завършват обучението си. През 1965 г. катедрата „Журналистика“ става част от новосъздадения Факултет по славянски филологии.
През 1974 г. се създава самостоятелен Факултет по журналистика, който се настанява в най-старата университетска сграда в България на улица „Московска“ № 49. През 1991 г. факултетът променя името си на Факултет по журналистика и масова комуникация (ФЖМК).
През 1994 г. във Факултета се открива специалността „Връзки с обществеността“, през 1997 г. – „Книгоиздаване“, а през 2018 г. –„Комуникационен мениджмънт“.
В сградата на факултета е разположен Музей за история на радиото в България „Проф. д-р Веселин Димитров“